# Ануа (Аквитания)
Ануа́ (фр. Anoye) — коммуна во Франции, находится в регионе Аквитания. Департамент — Атлантические Пиренеи. Входит в состав кантона Тер-де-Люи и Кото-дю-Вик-Бий. Округ коммуны — По.
Код INSEE коммуны — 64028.

## География

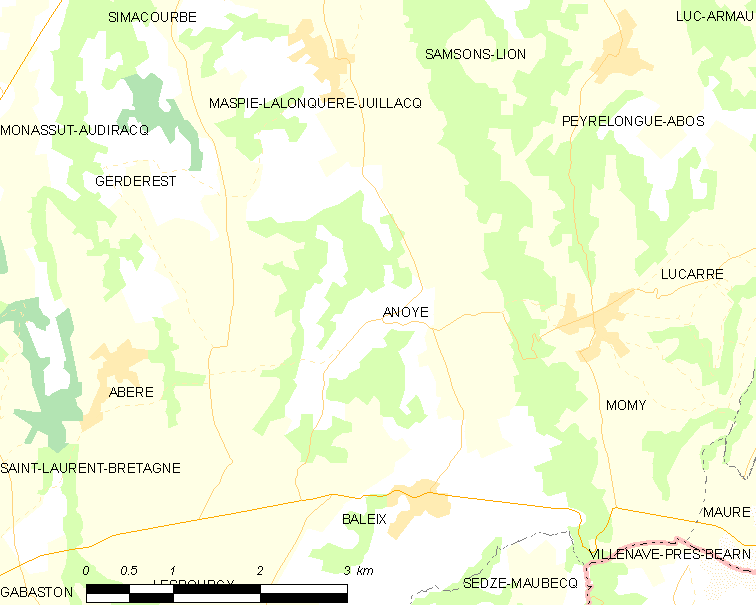
Карта коммуны

Коммуна расположена приблизительно в 640 км к югу от Парижа, в 165 км южнее Бордо, в 22 км к северо-востоку от По.
На востоке коммуны протекает река Леес.

### Климат
Климат тёплый океанический. Зима мягкая, средняя температура января — от +5°С до +13°С, температуры ниже −10 °C бывают редко. Снег выпадает около 15 дней в году с ноября по апрель. Максимальная температура летом порядка 20-30 °C, выше 35 °C бывает очень редко. Количество осадков высокое, порядка 1100 мм в год. Характерна безветренная погода, сильные ветры очень редки.

## Население
Население коммуны на 2010 год составляло 150 человек.
| 1962 | 1968 | 1975 | 1982 | 1990 | 1999 | 2010 |
| ---- | ---- | ---- | ---- | ---- | ---- | ---- |
| 171  | 123  | 111  | 121  | 139  | 140  | 150  |

## Администрация
| Период | Период | Фамилия    | Партия | Примечания |
| ------ | ------ | ---------- | ------ | ---------- |
| 1995   | 2014   | Жан Пюйо   |        |            |
| 2014   | 2020   | Ален Лавуа |        |            |

## Экономика
В 2010 году среди 90 человек трудоспособного возраста (15-64 лет) 75 были экономически активными, 15 — неактивными (показатель активности — 83,3 %, в 1999 году было 69,7 %). Из 75 активных жителей работали 72 человека (35 мужчин и 37 женщин), безработных было 3 (2 мужчин и 1 женщина). Среди 15 неактивных 2 человека были учениками или студентами, 7 — пенсионерами, 6 были неактивными по другим причинам.

## Достопримечательности
- Церковь Нотр-Дам (XII век)[4]
- Ансамбль оборонительных укреплений (XI век)[5]

## Фотогалерея

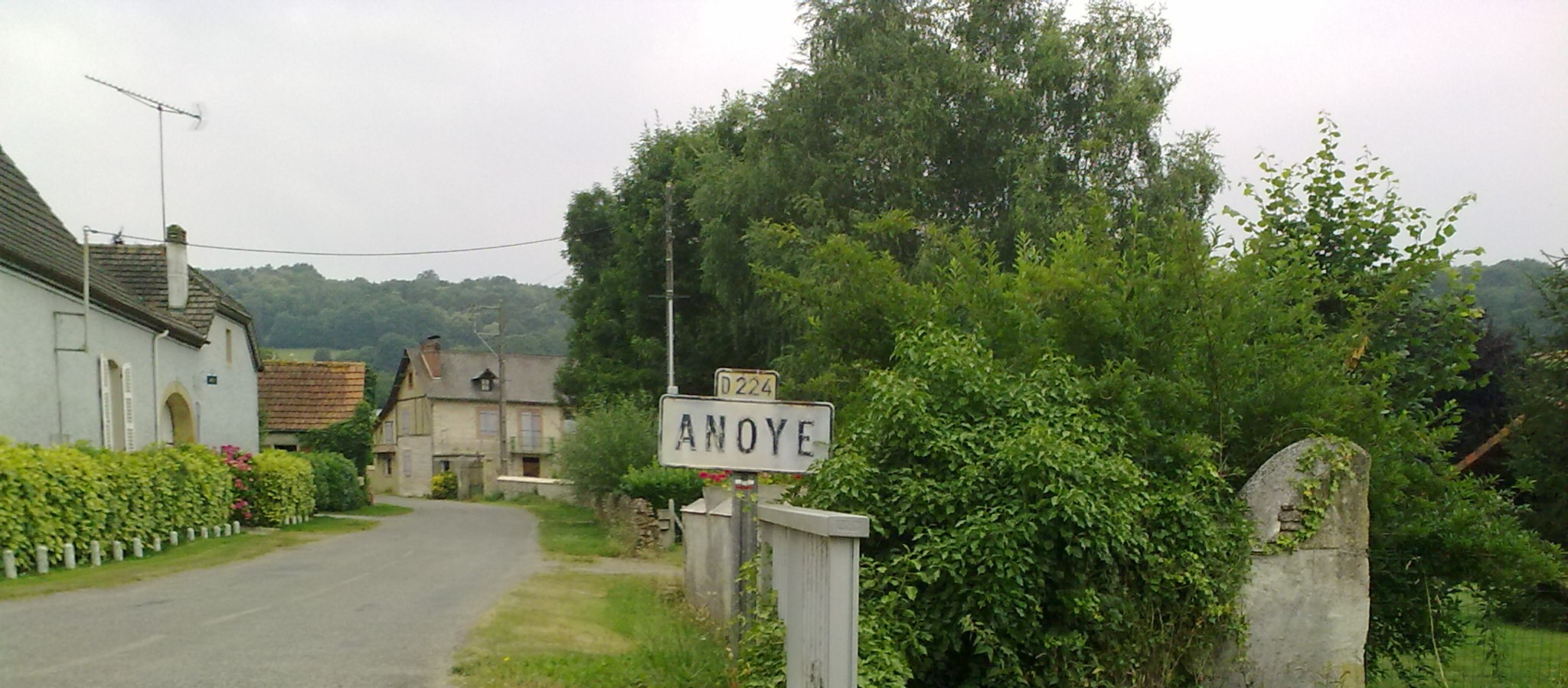
Въезд в Ануа
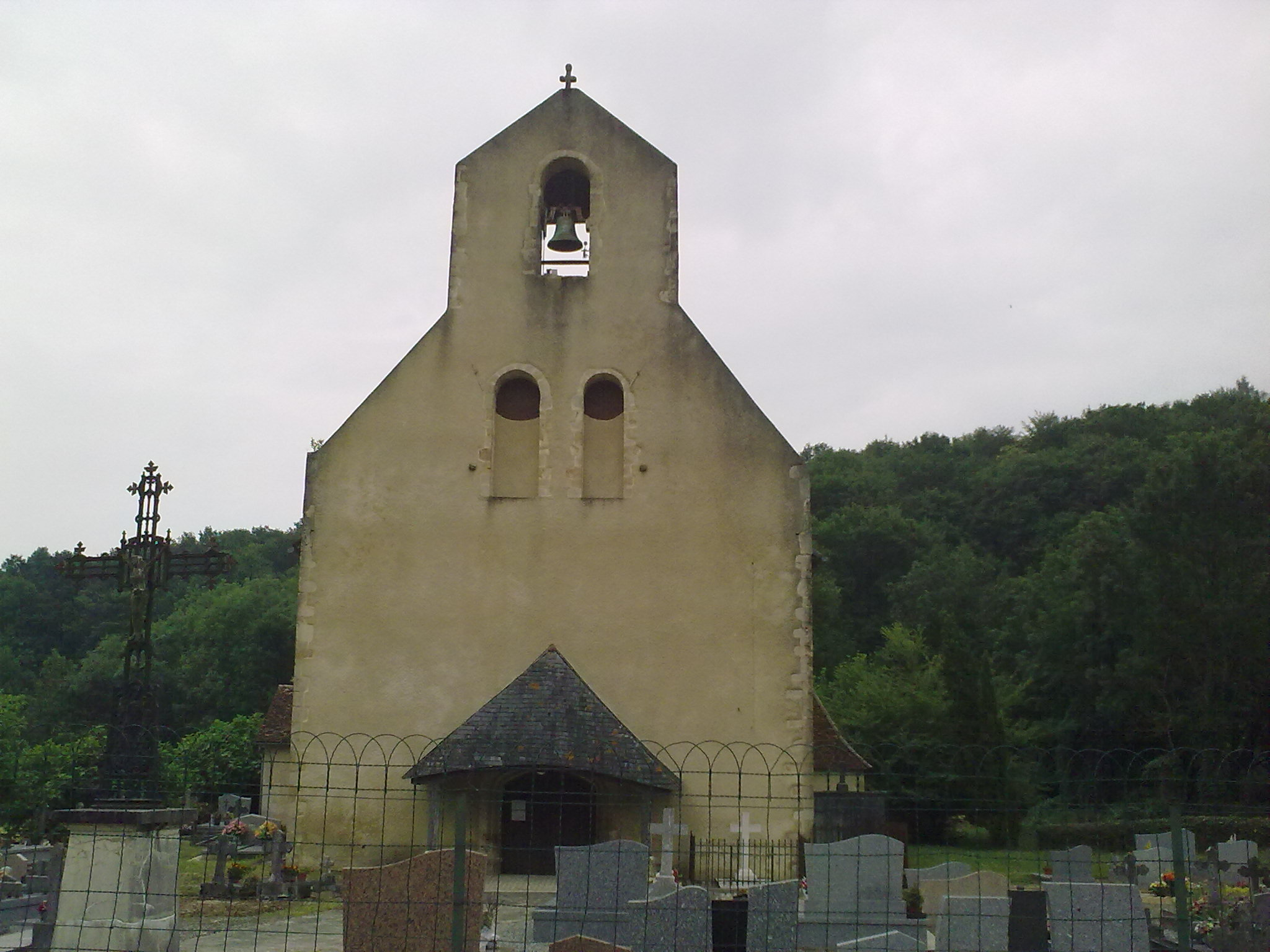
Церковь Нотр-Дам
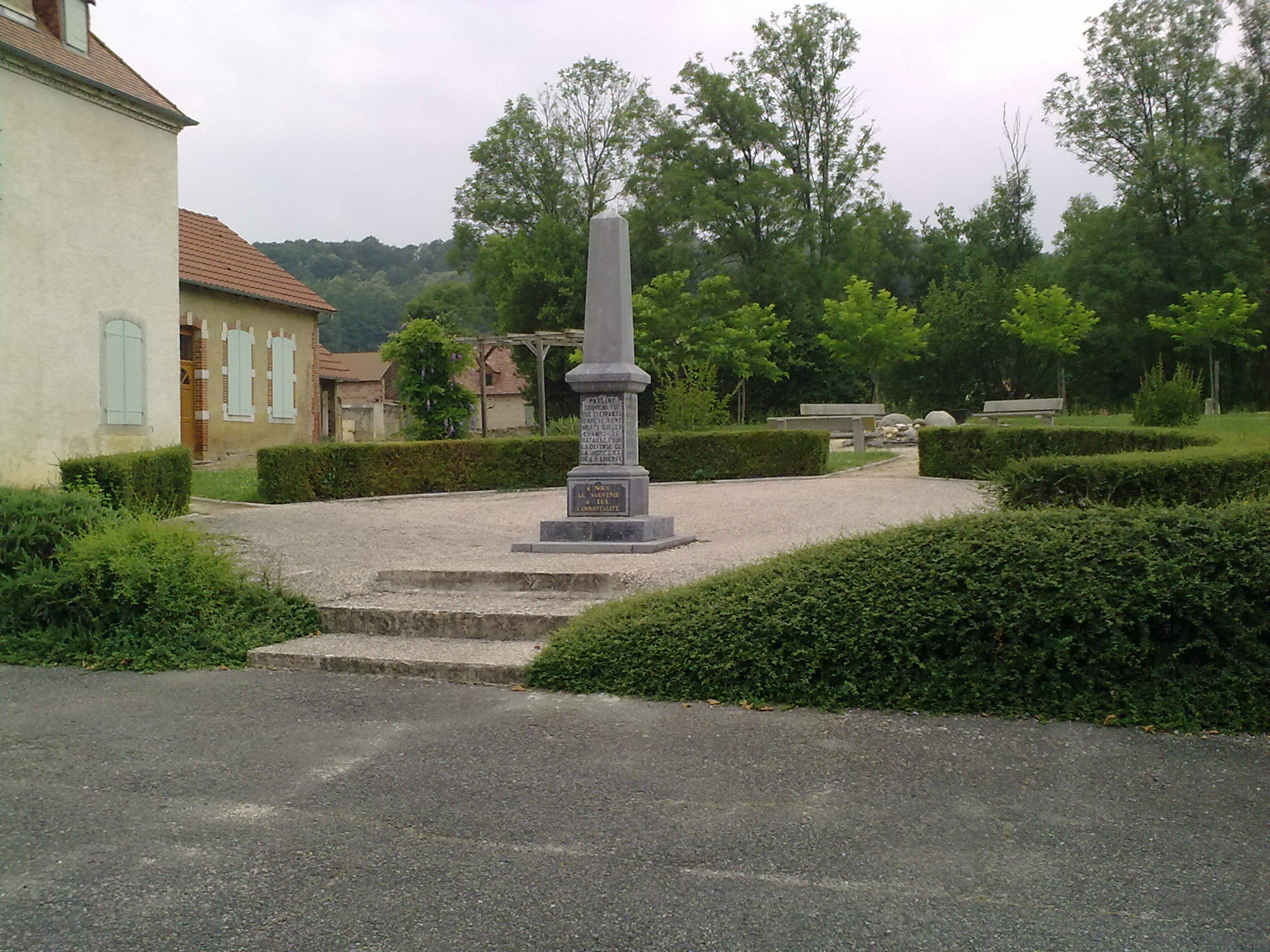
Военный мемориал
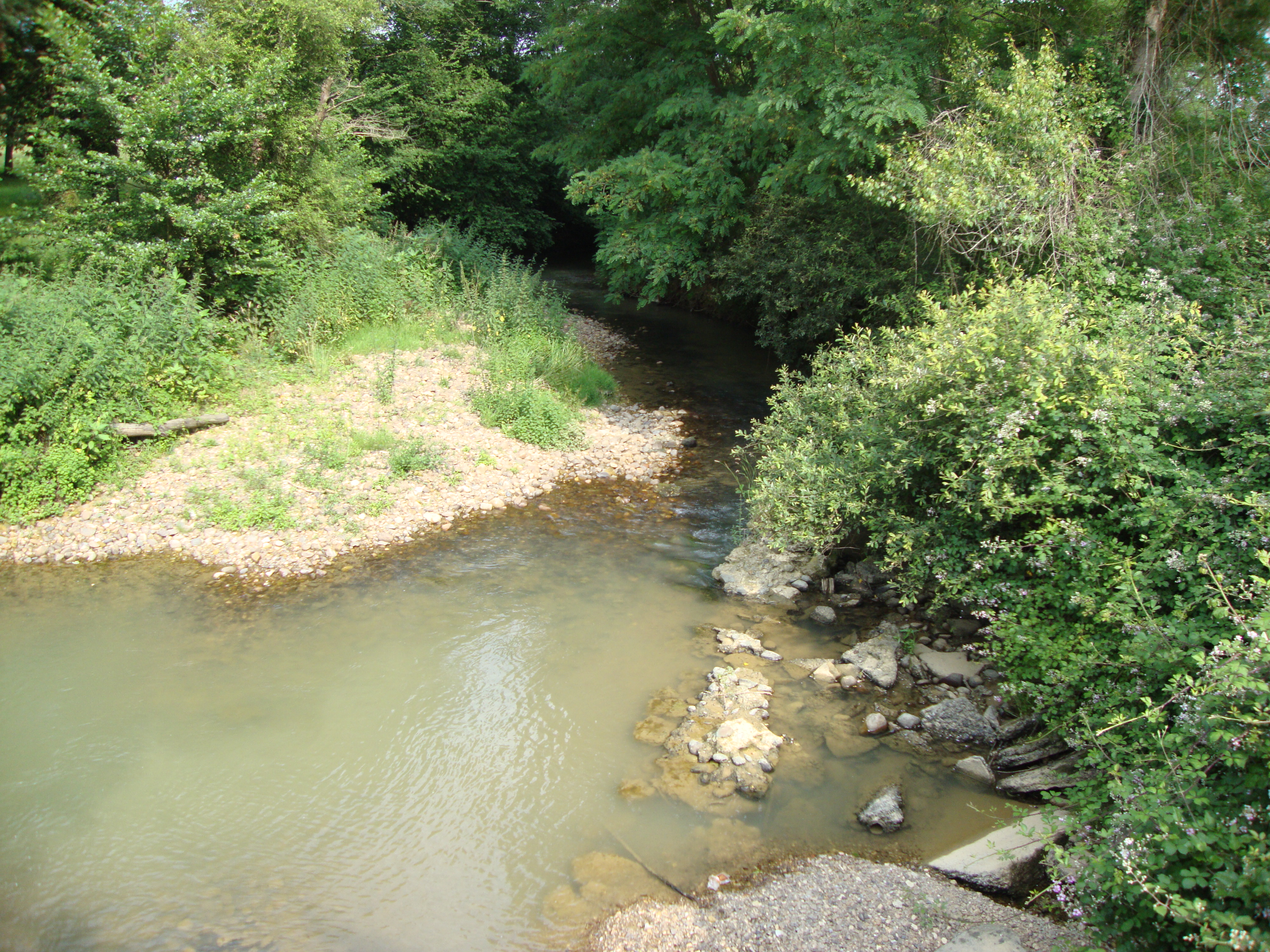
Река Леес